# Grammomys buntingi
Grammomys buntingi  (Thomas, 1911) è un roditore della famiglia dei Muridi diffuso nell'Africa occidentale.

## Descrizione
Roditore di piccole dimensioni, con la lunghezza della testa e del corpo tra 102 e 108 mm, la lunghezza della coda tra 158 e 171 mm, la lunghezza del piede tra 23 e 24 mm, la lunghezza delle orecchie tra 15 e 16 mm.

Le parti superiori sono grigio-olivastre, con dei riflessi fulvo-ocra sul fondoschiena. Le parti ventrali sono bianche, con una sottile striscia giallo-brunastra lungo la linea di demarcazione sui fianchi. Le orecchie sono piccole e dello stesso colore della testa. Le zampe sono giallo-brunastre chiare. La coda è più lunga della testa e del corpo, è uniformemente marrone e ricoperta densamente di peli i quali formano un ciuffo all'estremità. Il cariotipo è 2n=52 FN=66.

## Biologia

### Comportamento
È una specie arboricola e notturna. Costruisce nidi in piccoli arbusteti e alberi.

### Alimentazione
Si nutre di foglie e granaglie.

### Riproduzione
In Liberia è stata osservata una femmina gravida in gennaio.

## Distribuzione e habitat
Questa specie è diffusa nella Guinea meridionale, Sierra Leone, Liberia e Costa d'Avorio centro-occidentale.
Vive nelle foreste umide primarie tropicali, boscaglie costiere e nei boschi della Guinea.

## Conservazione
La IUCN Red List, considerata l'assenza di sufficienti informazioni sull'areale, la storia naturale e le eventuali minacce, classifica G.buntingi come specie con dati insufficienti (DD).